# Аю (остров)
Аю (индон. Palau Ayu) — небольшой индонезийский остров. Входит в состав островов Аю, расположенных к северу от острова Вайгео.
Аю является частью округа Острова Раджа-Ампат, провинции Юго-Западное Папуа, Индонезия.
Остров окружен двумя большими рифами.
Острова Рени и Канобе — два других маленьких обитаемых острова, к северу от Аю.
Доступ к остров ограничен небольшими лодками из-за рифов и малых размеров острова.

## Вторая мировая война
Аю и все острова в архипелаге Аю были оккупированы Японской империей во время Второй мировой войны с 1942 до конца войны в 1945 году.